# Skriftestol
En skriftestol er et møbel i katolske kirker.
Skriftestolen er ofte tredelt: Præsten sidder i midten adskilt fra de skriftende af et gitter og modtager skriftemålet fra de troende som ligger på knæ i de ydre afsnit.
Skriftestole har eksisteret i det mindste siden 1600-tallet.